# Майк Люїс
Майк Люїс  (англ. Mike Lewis, 15 квітня 1981) — канадський веслувальник, олімпійський медаліст.

## Виступи на Олімпіадах
| Олімпіада  | Дисципліна                              | Місце |
| ---------- | --------------------------------------- | ----- |
| Пекін 2008 | легка четвірка розстібна без стернового | 3     |